# Morava occidentale
La Morava Occidentale (in serbo: Zapadna Morava in cirillico: Западна Морава) è un fiume della Serbia centrale. Lungo 308 km, nasce nei pressi della città di Požega dalla confluenza di Golijska Moravica e Đetinja e confluisce nella Grande Morava al momento di incontrare lo Južna Morava. L'incontro con lo Skrapež, pochi chilometri dopo, è oggetto di studi sulla possibilità che anche quest'ultimo possa essere considerato la parte iniziale del fiume.

## Il corso
A differenza del senso di scorrimento della Morava e della Morava Meridionale (da sud a nord), la Morava Occidentale scorre in direzione perpendicolare (da ovest a est), separando la regione della Šumadija della Serbia centrale dalle parti più meridionali del paese.
A causa della sua direzione, la Morava Occidentale scorre attraverso numerose valli, regioni e sub-regioni:

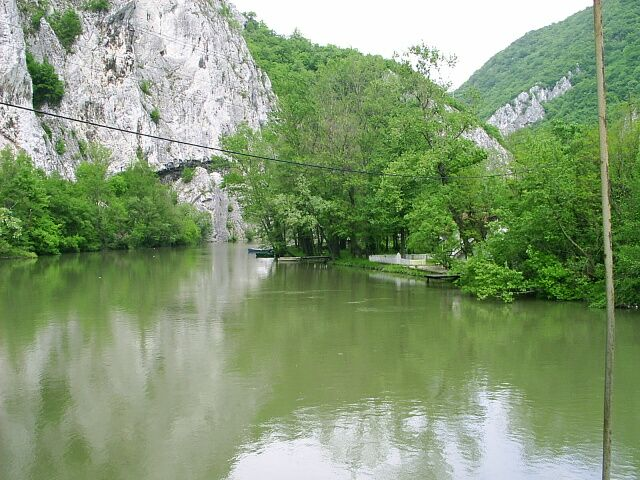
La Morava occidentale tra i monti Ovčar

- tra le regioni di Crna Gora a nord e Dragačevo a sud dove confluisce il Bjelica e dove si trova la cittadina di Lučani, capoluogo della regione di Dragačevo.
- tra la catena delle montagne Ovčar (a nord) e Kablar (a sud); qui il fiume ha scavato la gola Ovčar-Kablar; la Morava Occidentale chiusa nella gola (che è chiamata il Monte Athos serbo, per i numerosi monasteri presenti), forma i laghi artificiali Ovčar-Kablar e Međuvršje.
- tra la regione di Takovo (a nord) e il monte Jelica e la regione di Goračići (a sud); in quest'area è situata la città di Čačak, il fiume è ancora chiuso da una diga (per cui si forma il lago Parmenac) e riceve numerosi affluenti (per la maggior parte da sinistra: il Čemernica, il Bresnička reka, il Lađevačka reka); a questo punto, il fiume entra nella valle inferiore di Zapadno Pomoravlje, dove serpeggia e straripa spesso, così i maggiori insediamenti (Lađevci, Goričani, Mrčajevci) d'ora in poi saranno più lontani dal fiume.
- tra il monte Kotlenik e la regione di Gruža (a nord) e la catena delle montagne Stolovi (a sud); la città di Kraljevo e i suoi sobborghi di Adrani e Ratina sono situati a sud del fiume, dove l'Ibar confluisce nella Morava Occidentale da destra; da destra confluisce anche il Tovarnica mentre da sinistra il Gruža.
- tra la catena delle montagne Gledićke planine (a nord) e Goč (a sud); la più famosa spa della Serbia, Vrnjačka Banja, i suoi sobborghi di Vrnjci e Novo Selo, la città industriale di Trstenik e il monastero di Ljubostinja si trovano lungo questa parte del fiume.
- tra le regioni di Temnić (a nord) e Rasina (a sud); parecchi centri sono situati a nord del fiume (Medveđa, Grande Drenova, Kukljin, Bošnjane), mentre il paese di Globoder, la città di Kruševac e i suoi sobborghi di Jasika, Pepeljevac, Parunovac e Čitluk sono posti a sud della Morava. A nord della cittadina di Stalać, la Morava occidentale e lo Južna Morava si incontrano a formare la Grande Morava.

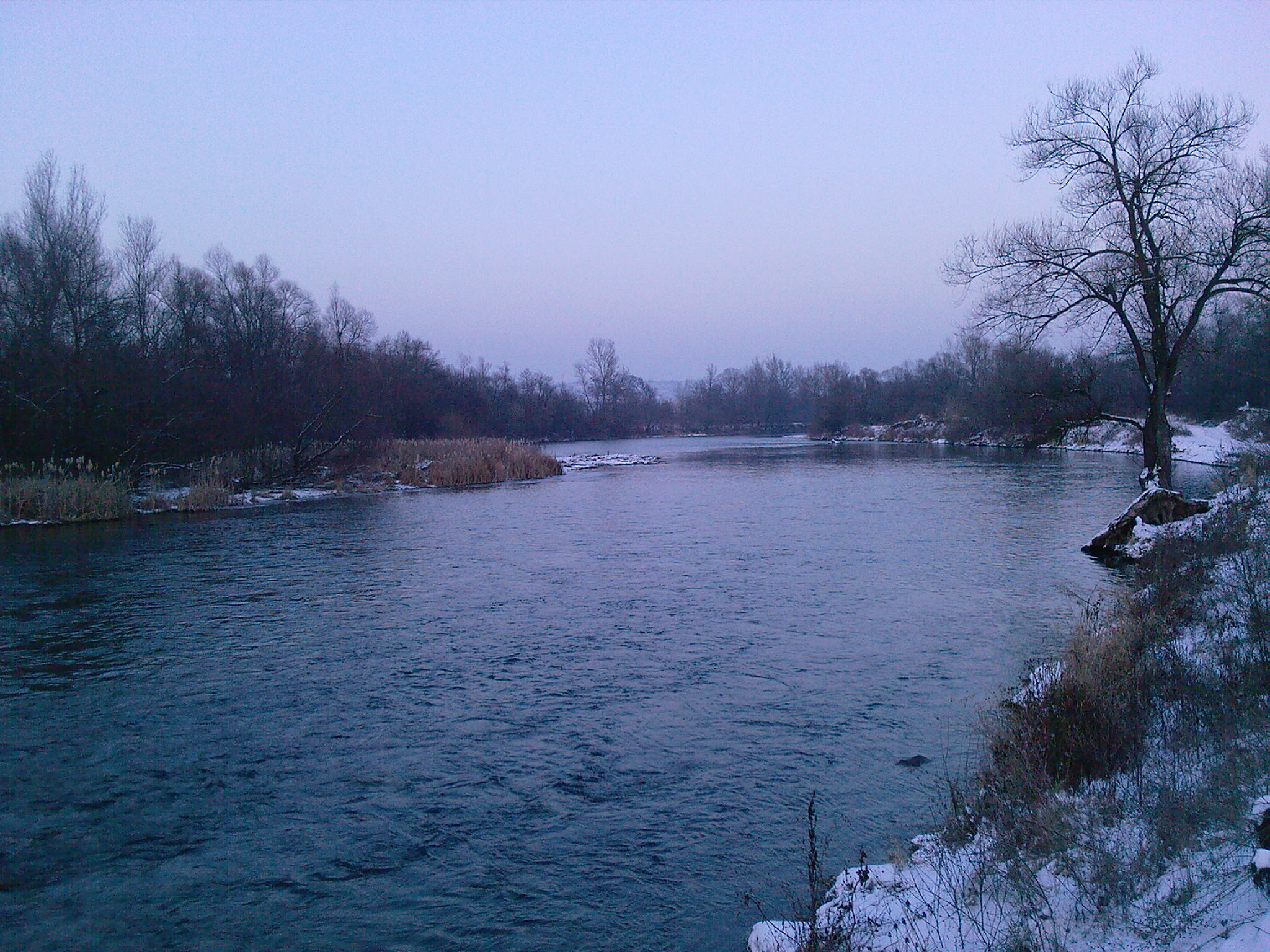
Veduta invernale della Morava occidentale

La Morava Occidentale riceve 85 tributari. La portata media è di 120 m³/s, ma è caratterizzata da estreme variazioni con il risultato di numerosi straripamenti.
Il bacino idrografico ha un'area di 15,849 km² (42,3% dell'intero bacino idrografico della Morava), appartiene al bacino imbrifero del Mar Nero e non è navigabile.

## Economia
La valle della Morava Occidentale, la Zapadno Pomoravlje, è economicamente la più sviluppata delle tre valli della Morava. Con la valle dell'Ibar, la Morava Occidentale ha un grande potenziale in produzione di elettricità (gli impianti idroelettrici di Ovčar (6 MW) e Međuvršje (7 MW)). L'acqua è utilizzata anche per l'irrigazione e per lo stesso scopo è stato creato il lago artificiale di Parmenac, aiutando così la già fertile regione (cereali, frutteti). In più, tra tutte e tre le valli della Morava, la valle della Morava occidentale è la più ricca di foreste.
Il bacino idrografico della Morava Occidentale è ricco di metalli (più di tutte la sezione di Ibar) e include l'estrazione di antracite, magnesite, cromo, ecc. Di conseguenza l'industria è molto sviluppata con una serie di città altamente industrializzate: Užice, Požega, Čačak, Kraljevo, Trstenik e Kruševac. Le comunicazioni sono molto importanti per l'economia poiché l'intera valle è un percorso naturale sia per le strade che le ferrovie che collegano la Serbia centrale con quella occidentale e orientale.